# Ljusik Artem'evna Lisinova
Ljusik Artem'evna Lisinova, vero cognome Lisinjan (in russo Люсик Артемьевна Лисинова, Лисинян?; Tiflis, 1897 – Mosca, 13 novembre 1917, 1º novembre del calendario giuliano), è stata una rivoluzionaria russa di etnia armena.

## Biografia
Nata a Tiflis nella famiglia di un commerciante, studiò al ginnasio, dove partecipò a gruppi di studio nei quali circolava letteratura illegale e iniziò a dedicarsi all'attività rivoluzionaria. Iscrittasi all'Istituto di economia di Mosca, nel 1916 entrò a far parte del partito bolscevico e organizzò circoli propagandistici in numerose fabbriche. Dopo la rivoluzione di febbraio fu tra i principali organizzatori dell'Unione della gioventù operaia e fu eletta segretaria del Comitato militare rivoluzionario dello Zamoskvoreč'e, dove operò come spia e come staffetta con il quartier generale. Partecipò attivamente agli scontri per l'affermazione del potere sovietico a Mosca subito dopo la rivoluzione d'ottobre e fu uccisa il 1º novembre in via Ostoženka.
Sepolta nella necropoli delle mura del Cremlino, le sono state intitolate quattro strade di Mosca, ulica Ljusinovskaja nel 1922 e tre vicoli nel 1952.